# Viliam Martin

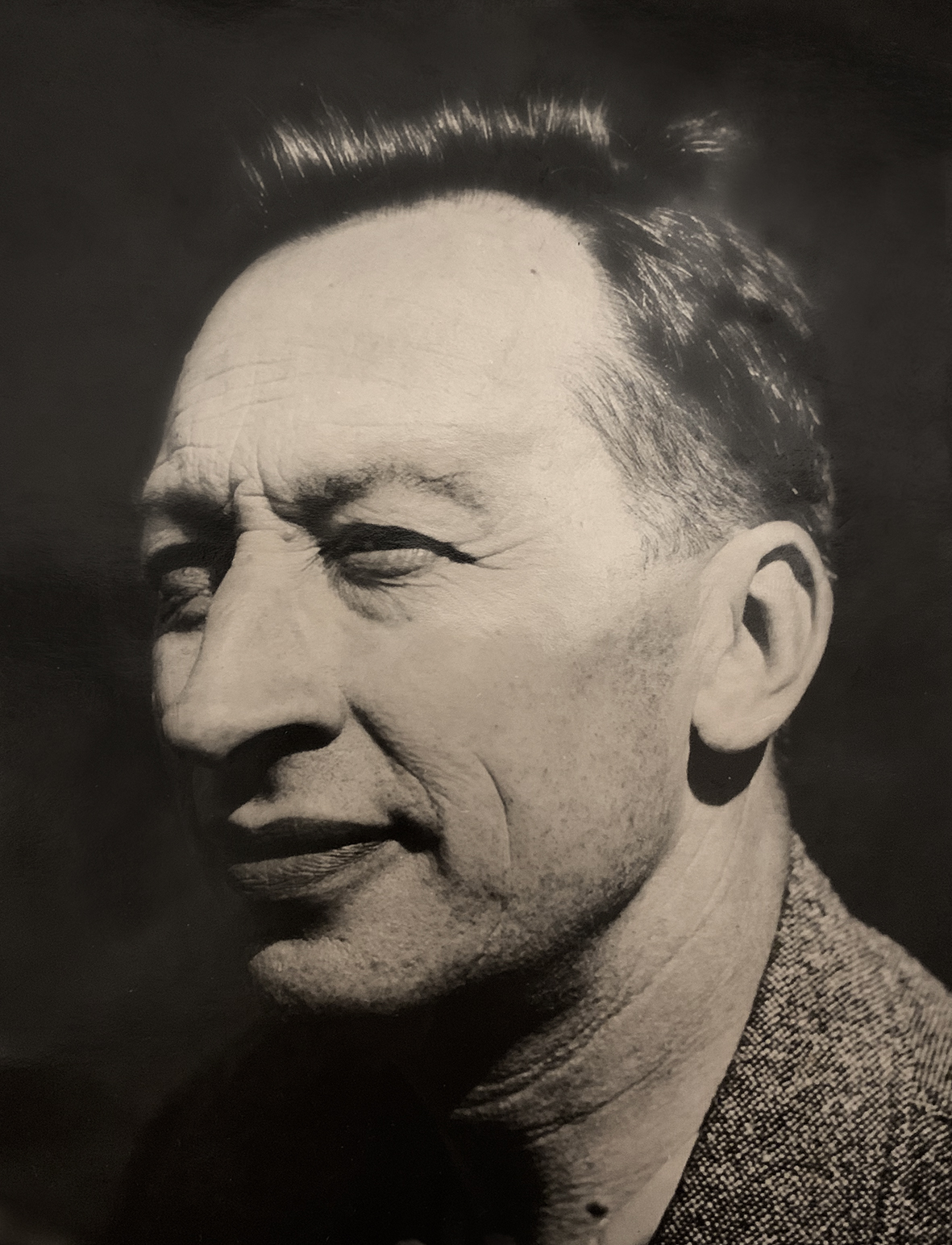
Viliam Martin, profesor

Viliam Martin, do roku 1940 Martiny (27. března 1913 Banská Bystrica – 7. května 1976 Praha) byl slovenský a československý důstojník, protifašistický bojovník, partyzán a pedagog. Příslušník slovenské armády a ČSLA. Účastník protifašistického odboje v armádě. Pracovník Velitelství pozemního vojska v Banské Bystrici. Organizoval odsun zdravotnického materiálu partyzánským jednotkám (1944). Velitel partyzánských skupin, příslušník 1. československého armádního sboru v SSSR. Nositel několika vyznamenání.

## Životopis

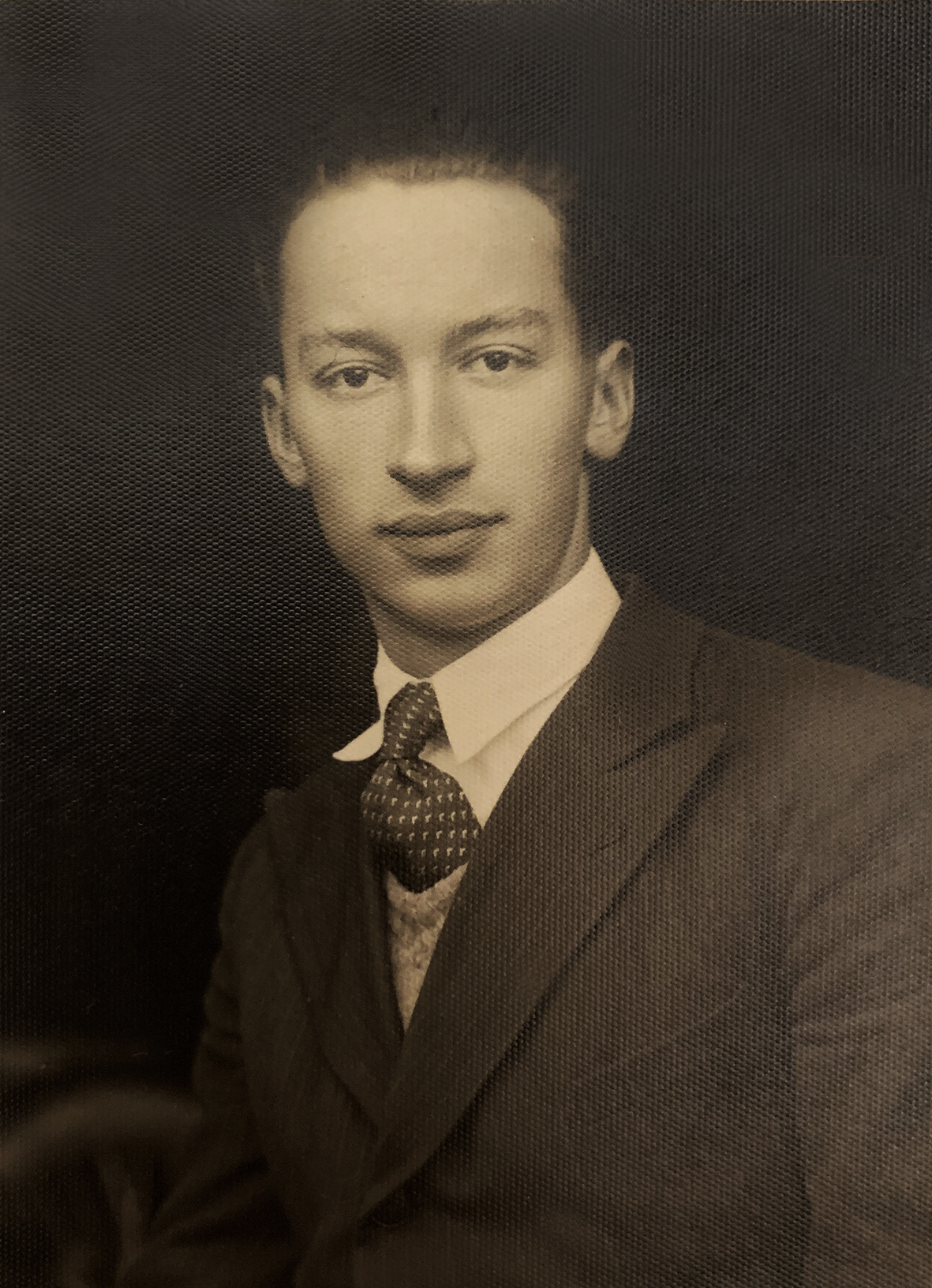
Viliam Martin, student

### Raná léta, studia, učitelství, rodina
Viliam Ján Martin se narodil 27. března 1913 v Banské Bystrici, v rodině obuvníka evangelického vyznání Viliama Martiny a katoličky Ludmily Szélové, jako jediné dítě. Otec, díky expanzi Baťovi velkovýroby obuvi, přišel o živnost. V roce 1930 odevzdal svůj živnostenský list a převzal místo domovníka v evangelickém spolku, kde pobíral nízký a nepravidelný plat. Rodina žila ve skromných poměrech. Viliam v Banské Bystrici vychodil obecnou školu a Státní reálné gymnázium, které zakončil v roce 1932 maturitní zkouškou. V důsledku hospodářské krize nemohl najít zaměstnání až do 15. června 1933, kdy nastoupil jako výpomocný učitel do nově otevřené Obecné školy v obci Malachov, kde působil do 31. srpna 1934. Poté odešel do Bratislavy studovat Státní pedagogickou akademii. Po dokončení studií s aprobací na fyziku a chemii odešel vyučovat žáky do Státní měšťanské školy ve městě Podbrezová a po několika měsících přestoupil do Státní měšťanské školy ve městě Tornaľa. V Podbrezové, na popud členů učitelského sboru, vstoupil do Čs. soc. demokratické strany. V Podbrezové se seznámil i se svou budoucí ženou Annou Mišútovou (21. ledna 1921 Donovaly – 15. února 1987 Praha), se kterou uzavřel v roce 1938 sňatek. Anniným dědečkem byl Ján Bohůň, držitel Státního vyznamenání, které dostal od T. G. Masaryka za odbojovou činnost proti rakouské monarchii. Za tuto vlasteneckou činnost byl několik let vězněn. Viliam s Annou vychovali tři děti; Annu (* 14. září 1938), Miloše (* 27. listopadu 1940) a Danielu (* 1. dubna 1951).

### Armáda, válka, SNP, partyzánský pluk
Od 1. října 1937 do 31. srpna 1939 vykonával základní vojenskou službu v Trenčíně, Ružomberku a v Banské Bystrici. Po skončení základní vojenské služby působil jako učitel na státní lidové škole v obci Hrochoť. Aby se vyhnul jako státní zaměstnanec a učitel povinnému vstupu do Hlinkovy gardy, se 15. února 1940 stal důstojníkem z povolání. Ve slovenské armádě sloužil jako pobočník velitele nemocnice a jako velitel roty pomocného zdravotnictví v Ružomberku. V tomto období si na vlastní žádost, z vlasteneckých pohnutek, změnil své příjmení z Martiny na Martin. Od března 1941 pracoval ve zdravotní zprávě VPV (Veliteľstvo pozemného vojska) jako přidělený důstojník pomocného zdravotnictví v Banské Bystrici. Dne 26. června 1941 byl poslán do bojového pole ve funkci důstojníka pomocného zdravotnictví, s velitelstvím polní slovenské armády. Od srpna do prosince 1941 byl pobočníkem velitele polní nemocnice slovenské armády u rychlé divize ve městě Pologi, severně od Azovského moře. Na východní frontu byl odvelen společně s kapitánem Nálepkou, kolegou z vysoké školy v Bratislavě. Dne 10. prosince 1941 se ze zdravotních důvodů vrátil z fronty na Slovensko a jako důstojník byl opět přidělen do zdravotní zprávy VPV v Banské Bystrici. Během tohoto období se zúčastnil příprav SNP (Slovenské národního povstání). Zapojil se do protifašistického odboje. Organizoval odsun zdravotnického materiálu partyzánským jednotkám a po celou dobu byl v kontaktu se členy revoluční SNR (Slovenská národní rada) Imrichem Bohúněm a Danielem Ertlem. Dne 29. srpna 1944, po vyhlášení SNP, požádal o přidělení k pěchotě. Zařazen byl do posádky Banská Štiavnica, kde převzal velení ve funkci velitele III/24. pěšího praporu Topľa, se kterým přehradil území ve směru od Levic na Banskou Štiavnicu. S praporem se zúčastnil, v rámci 3. taktické skupiny 1. čs. armády, obranných bojů v Dolných Hámrov - Sandrik, Hodruše, Banské Štiavnici, Trní, Ľadné, Hronské Dúbravě a Hrochoti, spolu s jednotkami 2. čs. paradesantní brigády. Po částečném potlačení SNP přešel přes hory z prostoru Hrochoť do obce Donovaly, kde se zdržoval jako vojenský zpravodaj. Jeho žena Anna, přestože už byla matkou dvou dětí, se také aktivně zapojila od září 1944 do dubna 1945 do odbojové činnosti na Donovalech. Obstarávala odbojářům falešné doklady, zajišťovala potraviny a lékařskou pomoc pro partyzány. V ohnisku SNP, během přechodu fronty na začátku dubna 1945, byl těžce zraněn jejich čtyřletý syn, který byl v ohrožení života, ale díky penicilínu, který ke konci války shazovali z letadel američtí letci na povstalecká území, následky zranění přežil. Dne 15. února 1945 Viliam vstoupil do 1. partyzánského pluku 4. čs. partyzánské brigády "Ciprich", kde velel četě na území Nízkých Tater (Lužná, Magurka, Železná). Koncem dubna 1945 se přihlásil do československé armády a od 1. května 1945 byl přidělen k DOV Levice a od srpna 1945 pak k pěšímu pluku 12 Levice.

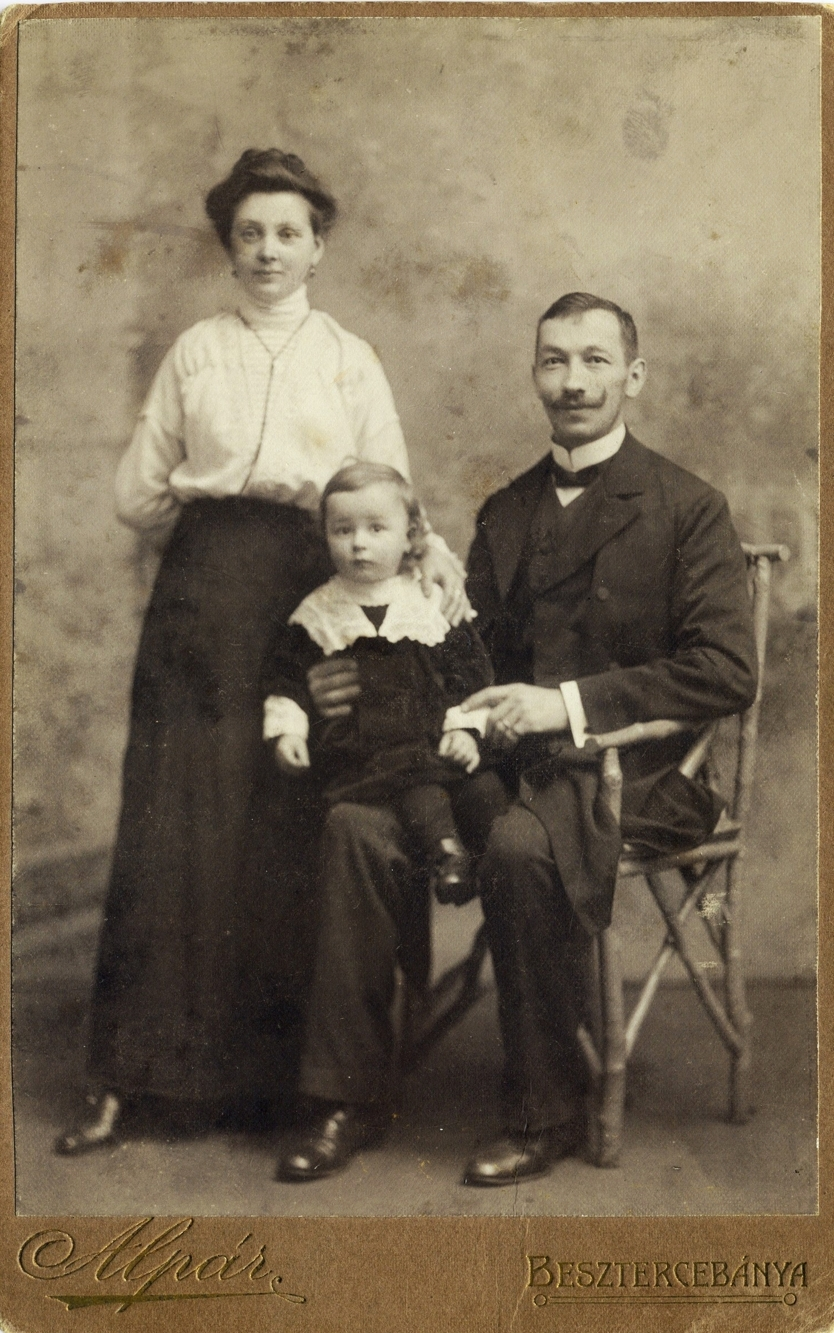
Malý Viliam s rodiči.

### Poválečná léta, MNO, pedagogická činnost
Po skončení války zůstal ve vojenské službě. Od 1. listopadu 1946 byl přemístěn na Velitelství 2. pěší divize v Banské Bystrici. Zde se stal v únoru 1947 členem Komunistické strany Slovenska. Později přijal pozvání prezidenta Edvarda Beneše k práci na poválečném budování "Hlavního štábu čs. branné moci" v Praze (po roce 1950 "Generálního štábu Československé lidové armády"), z počátku slibně navazujícího na prvorepublikové demokratické principy a využívajícího bojových zkušenosti československých důstojníků, kteří se vrátili do vlasti z bojů na západní i východní frontě. Od října 1947 do února 1950 úspěšně absolvoval Vysokou školu válečnou v Praze. Od 1. března 1950 do 17. září 1958 pracoval na Ministerstvu národní obrany v Praze 6, stejně jako jeho přítel generálmajor Ing. Alexander Timko, náčelník kanceláře odboje, kterému byl velitelem během SNP. V průběhu politických čistek v 50. letech byl donucen, stejně jako mnoho dalších prvorepublikových důstojníků, odbojářů či interbrigadistů, Generální štáb předčasně opustit. Díky tomu se vrátil ke své původní pedagogické profesi a od 18. září 1958 do 14. září 1968 přednášel na vojenské katedře Vysoké školy chemicko-technologické v Praze 6. Je autorem knihy Dějiny chemického vojska a držitelem vyznamenání Československý válečný kříž 1939, Československá medaile Za chrabrost před nepřítelem, Řád Slovenského národního povstání 2. třídy, Řád rudé hvězdy (ČS), Odznak Československého partyzána a dalších řádů a vyznamenání. Mezi jeho celoživotní koníčky patřilo kreslení, malování, hra na housle a pražské historické památky. Zemřel 7. května 1976 v Praze na selhání srdce, v důsledku celkového vyčerpání organismu po dlouholetém boji s rakovinou.

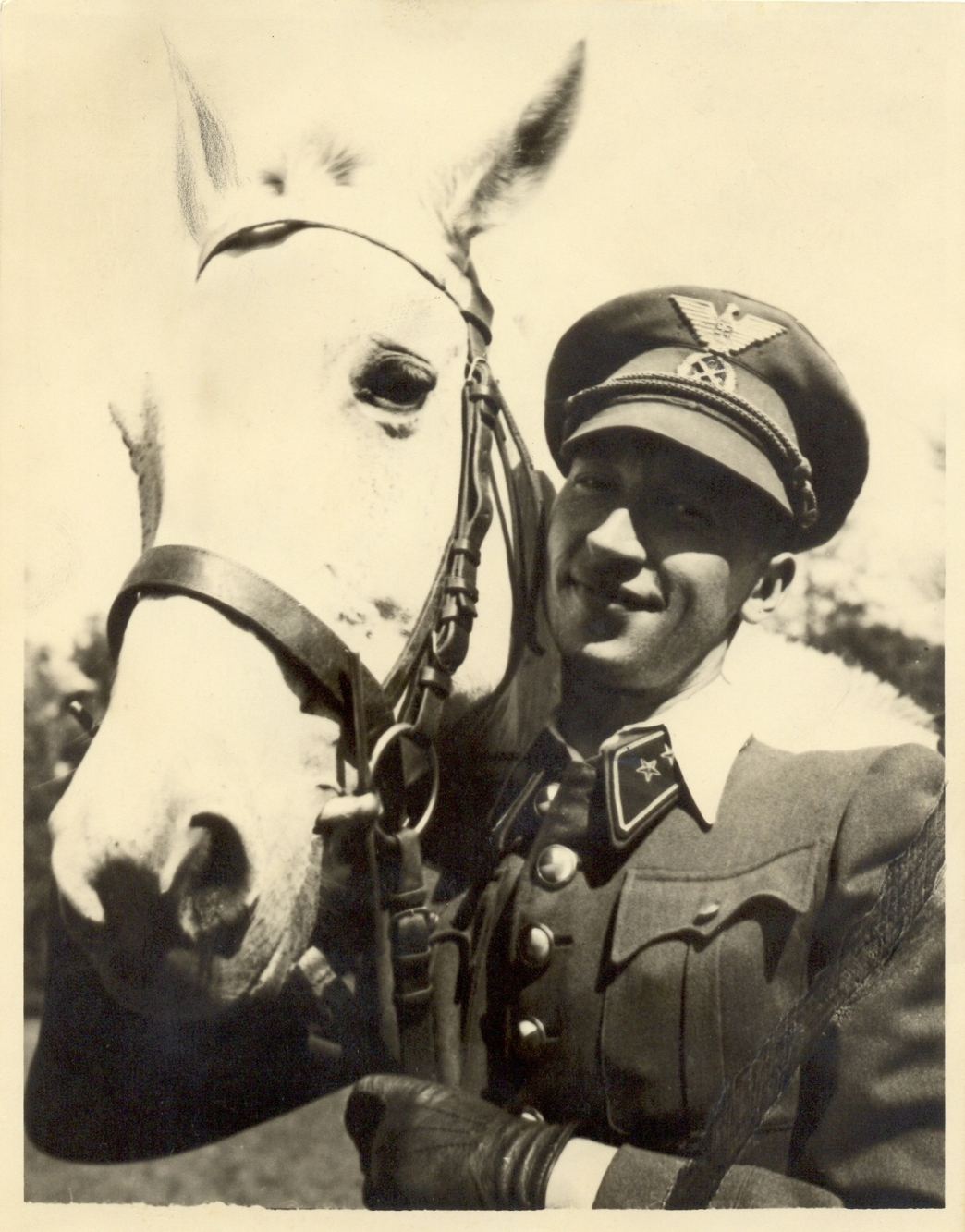
Viliam Martin se svou kobylou Sněhurkou

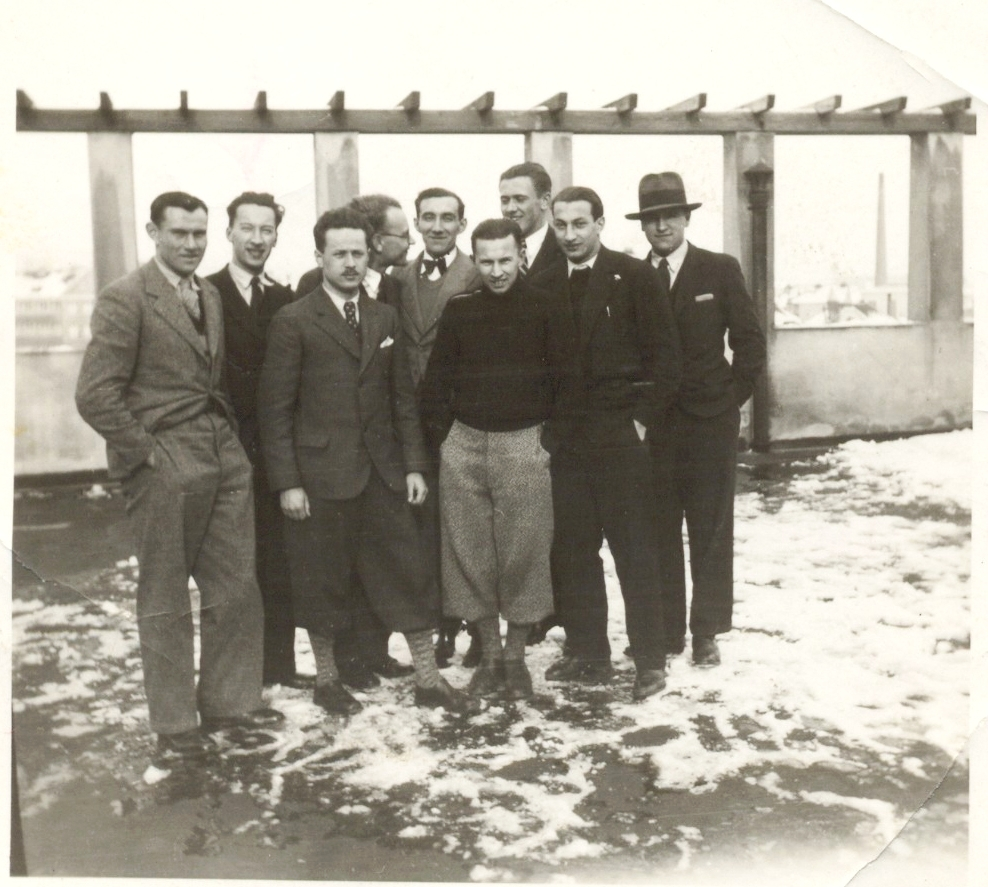
Viliam Martin, druhý zleva, s kolegy ze studií v Bratislavě

## Vyznamenání
- Československý válečný kříž 1939
- Československá medaile Za chrabrost před nepřítelem
- Řád Slovenského národního povstání  2. třídy
- Odznak Československého partyzána
- Řád rudé hvězdy

a další vyznamenání

## Dílo
- Historie chemického vojska, 1970 - sborník chemického vojska vydaný při příležitosti 20. výročí založení vojska. [1]